# Viperă de stepă
Vipera de stepă (Vipera ursinii) este un șarpe veninos de mărime mijlocie, din familia Viperidae, care este răspândit în Euroasia. Aria de răspândire este cuprins între Franța la vest și provincia chineză Xinjiang, în est.

## Caractere morfologice
Adulții au o lungime totală de 40–50 cm, deși au fost raportate exemplare de 63–80 cm. Femelele sunt mai mari decât masculii. Deși uneori confundat cu V. aspis sau V. berus, aceasta diferă de ele prin următoarele caracteristici: este cea mai mică viperă din Europa, având un corp gros, cap îngust și aspect dur. Capul este ușor întins, marginile botului sunt ridicate. Suprafața superioară a capului în fața scuturilor frontale și infraorbitare este acoperită cu mici scute de formă neregulată. Deschiderea nazală este întretăiată în partea inferioară a scutului nazal. Vipera este „vopsită” în tonuri gri-cenușii, cu un mijloc mai deschis la spate și cu o bandă de zigzag neagră sau maro închis de-a lungul crestei, uneori împărțită în puncte separate.

## Arealul de răspândire
Arealul include sud-estul Franței, estul Austriei (posibil dispărut), Ungaria, Italia centrală, Serbia, Muntenegru, Croația, Bosnia-Herțegovina, nordul și nord-estul Republicii Kosovo, Macedonia de Nord, Albania, România, Republica Moldova, nordul Bulgariei, Grecia, Turcia, nord-vestul Iranului, Armenia, Azerbaidjan, Georgia, Rusia și în stepele Kazahstanului, Kârgâzstan și Uzbekistan terminând înspre estul Chinei.

## Taxonomie
Există o diversitate genetică ridicată în probele speciei și pot fi implicate mai multe specii. Cel puțin șase subspecii pot fi întâlnite în literatura modernă:
- V. u. ursinii (Bonaparte, 1835)
- V. u. eriwanensis (A.F. Reuss, 1933)
- V. u. graeca Nilson & Andrén, 1988
- V. u. macrops Méhelÿ, 1911
- V. u. moldavica Nilson, Andrén & Joger, 1993
- V. u. rakosiensis Méhely, 1893
- V. u. renardi Christoph, 1861

## Galerie

Exemplar în Mont Ventoux, Franţa.
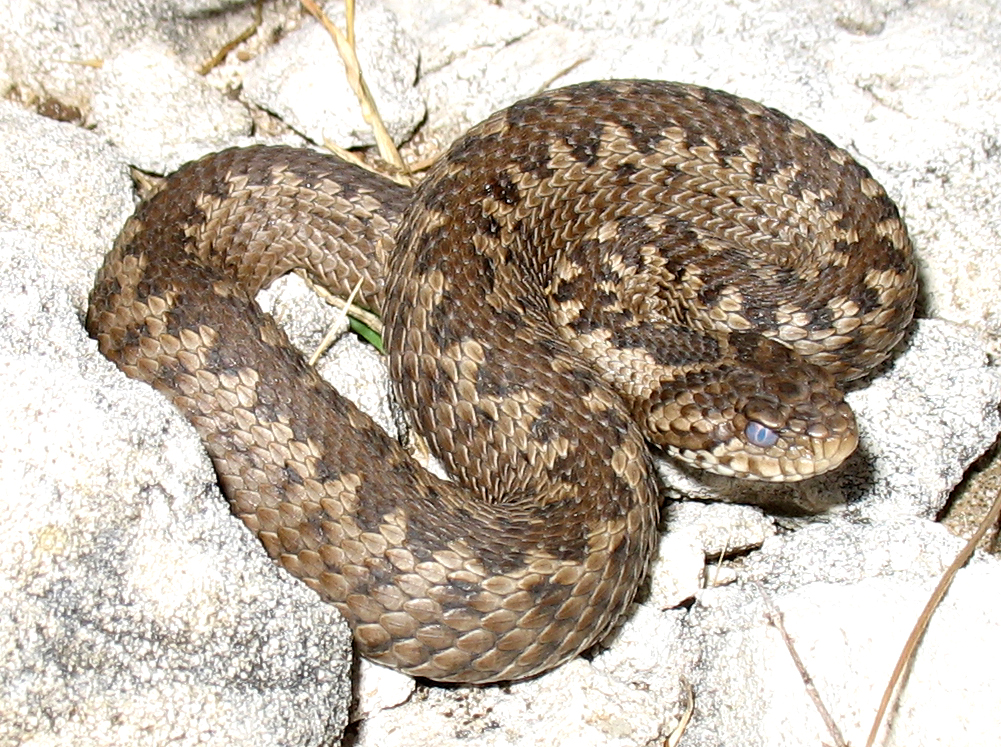
Exemplar din Croația
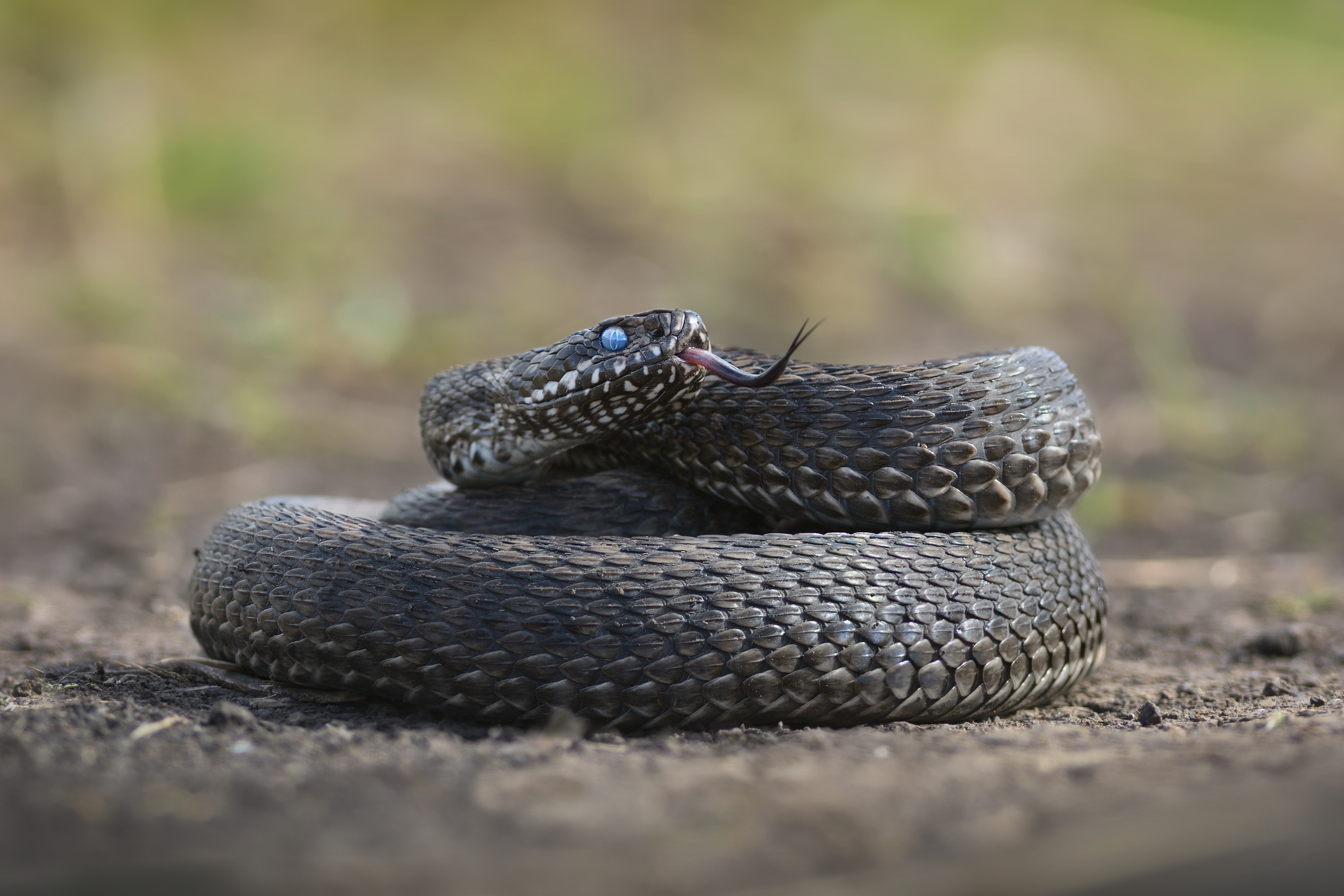
Specimen din Ucraina
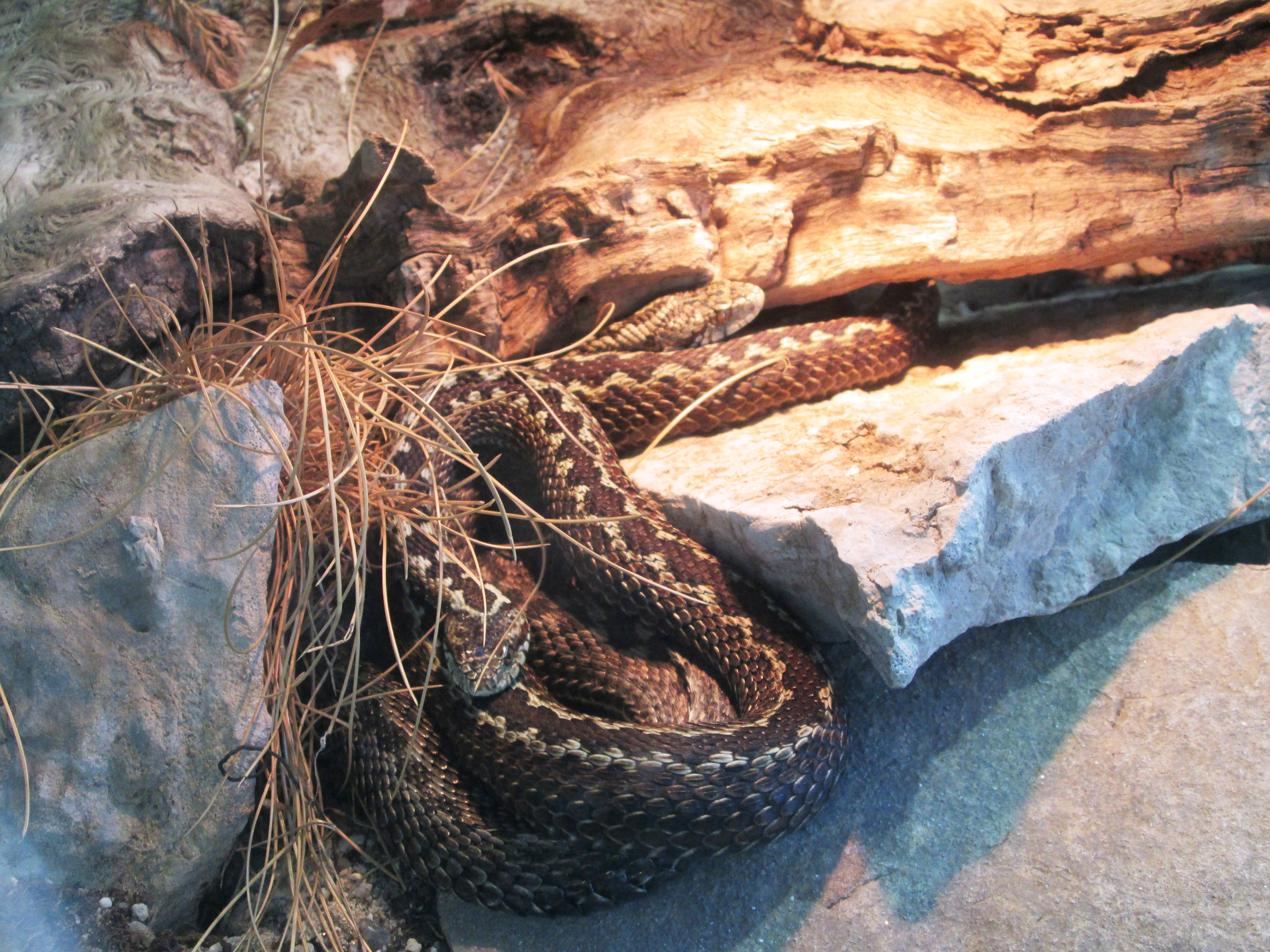
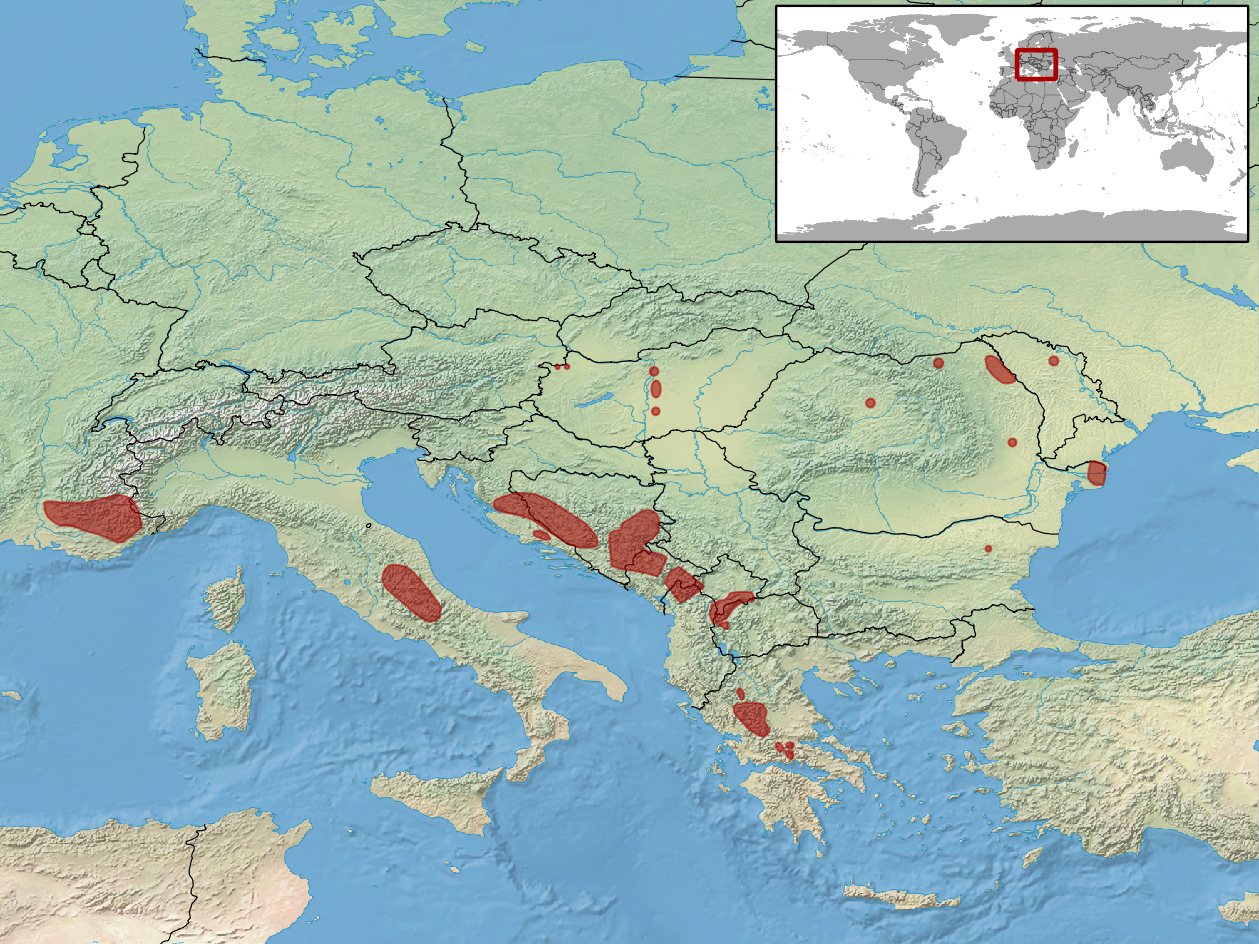
Arealul european